# さよならベイベー
「さよならベイベー」は、Chicago Poodleのメジャー3枚目のシングル（通算6枚目）。

## 内容
作曲担当の花沢耕太が傑作と位置付けた秋を意識したミディアム・バラード。なお、オリコンFMパワープレイ獲得数で「ODYSSEY」から3作連続トップ3入りという史上初の快挙を達成した。3枚目のアルバム『僕旅』先行シングル。

## 収録曲
1. さよならベイベー
  - 作詞：辻本健司／作曲：花沢耕太／編曲：Cho-ru・Chicago Poodle
2. あたたかい海
  - 作詞：山口教仁／作曲：花沢耕太／編曲：Cho-ru・Chicago Poodle

## タイアップ
さよならベイベー
- テレビ金沢『となりのテレ金ちゃん』9月度エンディングテーマ
- 北陸放送『がっぱです。』10月度エンディングテーマ
- 長野朝日放送『情報パラダイス』10月度エンディングテーマ
- 西日本放送『いまこれTV!』10月度テーマソング
- 読売テレビ『Music&Entertainment ガチカメ7』10・11月度エンディングテーマ